# Halhatatlanok alkonyat után
Kresley Cole díjnyertes bestseller író, paranormális regényeinek szereplői a Szövetség tagjai. A Halhatatlanok alkonyat után cím a sorozat könyveinek közös alcíme. Ezekben a könyvekben a szerző egy új világot teremt a tanulmányai során gyűjtött információkra alapozva. Bár minden könyv különálló történet, mégis a sok közös szereplő és az "Örökösödés" (egy Szövetségen belüli harc, ami 500 évente tör ki) összekapcsolja a könyveket.

## A szövetség
"... és minden halhatatlan teremtmény egyetlen formációban egyesüljön, ugyanabban a dimenzióban, ám mégis rejtve az emberiség elől."

## A Szövetség tagjai
- Berserkerek
- Boszorkányok
- Démonok
- Feltámasztottak
- Fúriák
- Ghoulok
- Lidércek
- Szirének
- Tündérek
- Valkűrök
- Vámpírok
- Varázslók
- Vérfarkasok
- Wendigók

## A könyvek
- 1. Playing Easy to Get (The Warlord Wants Forever – 2006), ISBN 9781416510871
- 2. Vámpíréhség (A Hunger Like No Other – 2006), 500 oldal, Kötés: papír / puha kötés, ISBN 9789632542737
- 3. Vámpírszerető (No Rest for the Wicked – 2006), Kötés: papír / puha kötés, ISBN 9789632542911
- 4. Vámpírharc (Wicked Deeds on a Winter's Night – 2007), ISBN 9789632543024
- 5. Vámpírvér (Dark Needs at Night's Edge – 2008), ISBN 9789632543499
- 6. Vámpírzóna (Dark Desires After Dusk – 2008), ISBN 9789632542331
- 7. A démonkirály csókja (Kiss of a Demon King – 2009), ISBN 9789632544021
- 8. "Untouchable" a Deep Kiss of Winter-ben (2009) (társszerző: Gena Showalter) ISBN 9781439159668
- 9. Pleasure of a Dark Prince – (2010) ISBN 9781416580959
- 10. Demon from the Dark – (2010) ISBN 9781439123126
- 11. Dreams of a Dark Warrior – (2011) ISBN 9781439136805
- 12. Lothaire – (2012) ISBN 9781439136829
- 13. Shadow's Claim (The Dacians) – (2012) ISBN 978-1-4516-5005-1
- 14. MacRieve – (2013) ISBN 1471113612